# Мамијано Басо (Пистоја)
Мамијано Басо је насеље у Италији у округу Пистоја, региону Тоскана.
Према процени из 2011. у насељу је живело 51 становника. Насеље се налази на надморској висини од 452 м.